# Ivo Krbek
Ivo Krbek (Zagreb, 23. kolovoza 1890. – Split, 17. siječnja 1966.) bio je hrvatski političar, pravnik, profesor i akademik. Bio je gradonačelnik Zagreba, a između 1939. i 1941. zamjenjivao je Ivana Šubašića kao podban Banovine Hrvatske. Smatra se utemeljiteljem upravnog prava kao zasebne pravne znanosti u Hrvatskoj, dok pojedini pravnici njegovu studiju Diskreciono pravo iz 1937. drže "najboljom hrvatskom pravnom knjigom ikad napisanom."

## Život
Rođen je u Zagrebu 1890. Pohađao je Klasičnu gimnaziju u Zagrebu koju je završio 1909. godine. Diplomirao je pravo na Zagrebačkom sveučilištu 1912. Doktorirao je 1919. Bio je profesor upravnog prava od 1928. do 1941. Predavanje je prekinuo između 1932. i 1934., kad je bio i gradonačelnik Zagreba. Redovnim članom JAZU postaje 1936. Između 1939. i 1941. zamjenjivao je Ivana Šubašića kao podban Banovine Hrvatske.
Prve dvije godine NDH proveo je u zatvoru. Odlazi u partizane 1944. te postaje član Zakonodavne komisije ZAVNOH-a. Nakon rata nastavio je rad na sveučilištu, gdje je ponovno preuzeo svoje staro radne mjesto, sve do 1961. Bio je i član Stalnoga arbitražnog suda u Den Haagu. 17. listopada 1958. Krbek je postao dopisni član Slovenske akademije znanosti i umjetnosti, premda je Hrvat, kao znak velike počasti.

## Djela
- Upravno pravo Jugoslavije, I–II (1929–32)
- Dioba vlasti (1943)
- Prilog teoriji o pojmu prava (1951)
- Upravno pravo FNRJ, I–III (1955–58)
- Pravo javne uprave FNRJ, I–III (1960–61)
- Ustavno sudovanje (1961)
- Suverenitet, I–II (1964–65)